# Pierre Albarran
Pierre Albarran (ur. 18 maja 1893 w Chaville, zm. 24 lutego 1960 w Paryżu) – francuski brydżysta i teoretyk brydża, medalista olimpijski w tenisie i reprezentant Francji w Pucharze Davisa.
Opracował zasadę canapé. Zdobył 19 tytułów mistrza Francji w brydżu, wielokrotnie reprezentował kraj w rozgrywkach międzynarodowych, był mistrzem Europy w drużynie w kategorii open (1935). Wydał wiele książek o tematyce brydżowej, m.in.:
- Canapé,
- Encyclopédie du bridge moderne (z Robertem de Nexonem),
- Notre méthode de bridge,
- Le bridge pour tous,
- Le memento de bridge,
- Souvenirs et secrets.

Odnosił sukcesy również w tenisie. Wystąpił dwa razy w reprezentacji w Pucharze Davisa, a na igrzyskach olimpijskich w Antwerpii w 1920 roku zdobył brązowy medal w grze podwójnej w parze z Maxem Décugisem. Występował podczas wielkoszlemowych mistrzostw Francji, osiągając w 1932 roku drugą rundę singla.